# Église Saint-Martin de Moisville
L'église Saint-Martin est une église catholique située à Moisville en France.

## Localisation
L'église est située dans le département français de l'Eure dans le bourg de la commune de Moisville.

## Historique
L'édifice est daté du XIIe siècle (chœur), mais a été reconstruit au XVIe siècle,, après la Guerre de Cent Ans.
Une sacristie est bâtie au XVIIIe siècle et un riche décor est installé à cette époque.
Un porche en bois est détruit au cours du XXe siècle.
L'édifice est inscrit au titre des monuments historiques par arrêté du 8 novembre 1996.
Du fait de l'humidité, les décors doivent faire l'objet de travaux. Une association fondée en 2016 souhaite appuyer ces travaux pour préserver l'édifice.

## Architecture et mobilier
Le chœur est en maçonnerie de silex.
L'intérieur possède un riche décor : elle est intégralement lambrissée à l'exception du sol.
Le gisant de Roger de Bières, mort en 1270 se trouve dans l'édifice.